# Глывинский, Александр Витальевич
Александр Витальевич Глывинский (укр. Олександр Віталійович Гливиньский, род. 10 февраля 1975 года во Львове) — украинский спортивный журналист, телекомментатор и телеведущий, пресс-секретарь сборной Украины по футболу с 2010 года, президент Ассоциации спортивных журналистов Украины.

## Биография
Родился 10 февраля 1975 года во Львове. Отец — в прошлом футболист, завершил игровую карьеру из-за травмы. Семья (дед, отец, дядя) продолжала интересоваться футболом и после рождения сына, который вскоре стал собирать футбольную статистику и интересные факты, а также интересоваться работой журналистов (в 1985 году увидел первый матч — игру киевского «Динамо» в Кубке кубков). Александр выписывал газеты «Советский спорт», «Спортивная газета» и «Старт». 
Глывинский учился в Школе-студии юного журналиста (организаторы — всеукраинское общество «Просвита» и Центр творчества детей и юношества Галичины). В 1998 году окончил факультет журналистики Львовского национального университета имени Ивана Франко (заочная форма обучения), работал с 1993 года в отделе информации Львовского областного радио, там же впервые вышел в эфир. В 1995—1997 годах — директор программ радио «Независимость» (укр. Незалежність), где вёл утреннюю и вечернюю передачи, а также брал интервью у футбольных гостей.
В 1997—1999 годах Глывинский занимал пост руководителя отдела международных новостей «Радио Люкс» (укр. Радіо Люкс), во время работы на этом радио провёл первые прямые включения с матчей чемпионата Украины на 2-3 минуты. Проект был предложен донецким журналистом Михаилом Метревели, который договорился с компанией «Украинская мобильная связь» о том, чтобы корреспонденты его проекта «М» брали на выходные мобильные телефоны и могли вести трансляции с матчей чемпионата Украины. Также Метревели собрал сеть радиостанций, куда попало «Радио Люкс», которые интересовались подобными материалами. Позже Александр был приглашён на киевское радио «Лидер», сотрудничавшее с УТ-1 (Первым национальным каналом), а оттуда пришёл на Первый канал. В 1999—2000 годах был ведущим программы «Футбол от УТН» на Первом национальном канале. Первый футбольный матч из телестудии прокомментировал в сезоне 1999/2000 — домашний матч между криворожским «Кривбассом» и клубом «Шамкир» из Азербайджана в рамках квалификационного раунда Кубка УЕФА (победа украинского клуба 3:0). Спустя несколько недель комментировал матч Лиги чемпионов между литовским «Жальгирисом» и киевским «Динамо», но уже со стадиона с Алексеем Семененко. В 2000—2001 годах — ведущий программ «Доброе утро, Украина!» и «Доброй ночи, Украина!» на ТРК «Эра». С 2000 года — ведущий программы «Богатырские игры», регулярного соревнования украинских силачей, организуемого Федерацией стронгменов Украины. До 2002 года комментировал спортивные соревнования на Первом.
Глывинский комментировал в 2000 году Олимпиаду в Сиднее и чемпионат Европы по футболу в Бельгии и Нидерландах, в 2002 году — Олимпиаду в Солт-Лейк-Сити и чемпионат мира по футболу в Корее и Японии. Также комментировал чемпионат мира по футболу в Германии, матчи Лиги чемпионов УЕФА и чемпионата Украины по футболу. С 2002 по 2008 годы был ведущим и продюсером программы «Гол!» на Новом канале, с 2008 года — ведущий и продюсер программы «Про футбол» на канале ICTV. С 2007 по 2012 годы приглашался на телеканалы «ТЕТ», «1+1» и «2+2» для комментирования футбольных матчей чемпионата Украины, Лиги чемпионов УЕФА и Лиги Европы УЕФА. По собственным словам, получал от 140 до 150 долларов за матч. О завершении сотрудничества было объявлено в 2014 году руководителем управления спортивных проектов группы компаний «1+1» Степаном Щербачовым, который, однако, внятных причин Глывинскому не объяснил.
В 2009—2010 годах — директор информационного агентства «Украина — Евро-2012» (укр. Україна-Євро-2012). 31 марта 2010 года назначен пресс-секретарём сборной Украины по футболу. Комментировал некоторые соревнования Олимпиады в Сочи, Олимпиаду в Рио-де-Жанейро и Олимпиаду в Пхенчхане на собственном YouTube-канале и на сайте Sport.ua. В 2016 году выражал желание покинуть пост пресс-секретаря и вернуться к комментаторской работе. В 2017 году во время чемпионата мира по биатлону по заказу телеканала UA: Первый брал интервью с украинскими биатлонистами с собственного YouTube-канала, поскольку корреспонденты «Первого» не получили аккредитацию. Освещал чемпионат мира по биатлону 2020 для ресурса obozrevatel.com, с 23 января 2020 года — президент Ассоциации спортивных журналистов Украины.

## Награды
- Лауреат премии «Телетриумф»[1]